# Stigmops polyvelota
Stigmops polyvelota is een pissebed uit de familie Armadillidae. De wetenschappelijke naam van de soort is voor het eerst geldig gepubliceerd in 2002 door Lillemets & Wilson.